# Уэйпостла
Уэйпостла (исп. Hueypoxtla) — посёлок и административный центр одноимённого муниципалитета в мексиканском штате Мехико. Численность населения, по данным переписи 2010 года, составила 3 989 человек.